# Blatnica (Teslić)
Pour les articles homonymes, voir Blatnica.
Blatnica (en serbe cyrillique : Блатница) est un village de Bosnie-Herzégovine. Il est situé dans la municipalité de Teslić et dans la république serbe de Bosnie. Selon les premiers résultats du recensement bosnien de 2013, il compte 1 334 habitants.
Avant la guerre de Bosnie-Herzégovine, le village faisait entièrement partie de la municipalité de Teslić ; après la guerre, son territoire a été partiellement rattaché à la municipalité de Zenica, intégrée à la fédération de Bosnie-et-Herzégovine.

## Démographie

### Évolution historique de la population dans la localité
| 1948 | 1953 | 1961  | 1971  | 1981  | 1991  | 2013  |
| ---- | ---- | ----- | ----- | ----- | ----- | ----- |
| -    | -    | 2 147 | 2 717 | 2 946 | 2 890 | 1 334 |

|  |

### Communauté locale
En 1991, la communauté locale de Blatnica comptait 3 959 habitants, répartis de la manière suivante.